# Bryn Mawr
Bryn Mawr è un census-designated place degli Stati Uniti d'America, situato nella contea di Montgomery, e per piccola parte nella contea di Delaware, nello stato della Pennsylvania.
Nel 2010 aveva 3.779 abitanti. È sede del Bryn Mawr College.